# Kashiwa, Chiba
Thành phố Kashiwa (kanji: 柏市, Hán Việt: Bách thị) là thành phố đông dân thứ năm của tỉnh Chiba, một đô thị trung tâm vùng của vùng Nam Kanto, đồng thời là một đô thị trung tâm văn phòng của Nhật Bản.
Kashiwa nằm ở phía Tây Bắc của tỉnh Chiba, sát Tōkyō. Thành phố được thành lập vào năm 1954, được chỉ định là đô thị trung tâm vùng từ 1 tháng 4 năm 2008. Trung tâm thành phố là nơi có rất nhiều cửa hàng bách hóa tổng hợp.